# Błądzim (powiat Świecki)
Błądzim is een plaats in het Poolse district  Świecki, woiwodschap Koejavië-Pommeren. De plaats maakt deel uit van de gemeente Lniano en telt 610 inwoners.